# Jean Braconnier
Pour les articles homonymes, voir Braconnier.
Jean Braconnier (1922-1985) est un mathématicien français.
Il soutient sa thèse à l'université de Nancy en 1945.
Son œuvre porte sur les groupes topologiques, l'analyse harmonique
, les algèbres de Poisson. Appartenant à la mouvance du groupe Bourbaki, il est dans les années 50 un des animateurs du séminaire.
Professeur à l'université de Lyon en 1949, assesseur du doyen de la Faculté des sciences puis doyen en 1962, il met en place la nouvelle université de Lyon sur le campus de la Doua.
En 1957, il met en place l'enseignement des mathématiques à l'Institut national des sciences appliquées de Lyon, et est membre de son conseil d'administration, où il représente à l'occasion le doyen Zamanski.
Après la création de l'université Claude-Bernard (Lyon-I) en 1971, il est directeur de la nouvelle unité d'enseignement et de recherche de mathématiques de cette université.
Son nom a été donné à un bâtiment de cette université sur le campus de la Doua.